# Cânepar

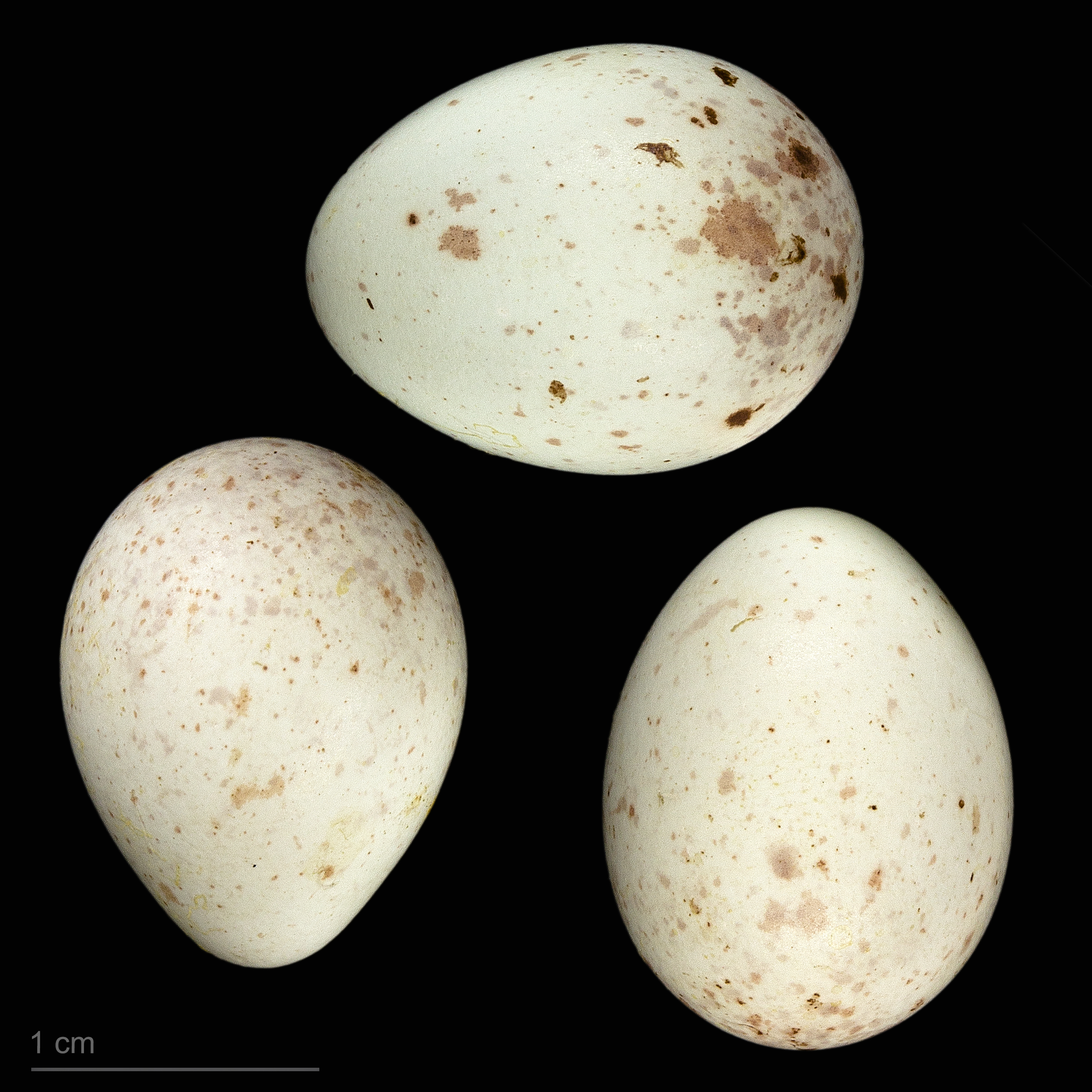
Linaria cannabina mediterranea - MHNT

Câneparul (Linaria cannabina) este o pasăre cântătoare din familia fringilidelor, de circa 14 cm, cu pene roșii pe cap, gât și pe laturile pieptului, cafenii pe spate și albe pe abdomen, gușa și aripi. Este răspândită în Europa, Asia de Vest și Africa de Nord. Este o pasăre sedentară, dar multe păsări din nordul Europei și Asiei migrează spre sud pentru a ierna. Cuibărește în tufișuri, mai ales în ținuturile joase și deluroase, dar urcă și pe văile râurilor, la intrarea acestora în munți. Depune în luna aprilie 4-6 ouă albăstrui-albicioase cu puncte ruginii. Pe sezon scoate 2 rânduri de pui. Clocitul durează 12 zile și este asigurat îndeosebi de femelă. Se hrănește cu semințe și boabe de plante sălbatice și cultivate, mai rar cu insecte.
În România și Republica Moldova este o specie comună.

## Subspecii
Sunt descrise 7 subspecii, care se deosebesc prin dimensiuni, intensitatea și tonurile culorii și, în unele cazuri, prin habitate. În România și Republica Moldova este răspândită o singură subspecie: Carduelis cannabina cannabina.
Subspecii și răspândirea lor:
1. Carduelis cannabina autochthona (Clancey, 1946) – răspândită în Scoția.
2. Carduelis cannabina cannabina (Linnaeus, 1758) – răspândită în vestul, centrul și nordul Europei (de la sudul și centrul Scandinaviei, spre sud până în nordul Spaniei, nordul Italiei, nord-estul Greciei, vestul Turciei și Ucraina) și vestul și sud-centrul Siberiei, la est până la cursul superior al fluviului Enisei, sudul regiunii Krasnoyarsk și nordul munților Altai; populații necuibăritoare și în nordul Africii și sud-vestul Asiei.
3. Carduelis cannabina bella (C. L. Brehm, 1845) – răspândită în din vestul și centrul Turciei, Cipru și Levant spre est până în Caucaz, nord-vestul și nordul Iranui, sudul Turkmenistanului, nord-vestul și nord-estul Afganistanului, sudul și estul Kazahstanului (sud-vestul munților Altai, Tarbagatay și Tian-Șan), vestul Mongoliei și nord-vestul Chinei (nordul și nord-vestul regiunii Xinjiang), populații necuibăritoare la sud până în nordul Pakistanului (Balucistan, Salt Range și Punjab).
4. Carduelis cannabina mediterranea ( Tschusi, 1903) – răspândită în Iberia (inclusiv insulele Baleare) la est până în sudul Italiei, Croația, Grecia, Creta și insulele din Marea Egee, de asemenea în nord-vestul Africii (din Maroc spre est până în nordul Tunisiei și nordul Libiei).
5. Carduelis cannabina guentheri (Wolters, 1953) – răspândită în Madeira.
6. Carduelis cannabina meadewaldoi ( E. J. O. Hartert, 1901) – răspândită în vestul și centrul Insulelor Canare (din El Hierro spre est până în Gran Canaria).
7. Carduelis cannabina harterti ( Bannerman, 1913) – răspândită în estul Insulelor Canare (Alegranza, Lanzarote și Fuerteventura).

## Hrana
Câneparul este, în principal, o specie granivoră, dar vara este și insectivoră. Se hrănește cu diverse semințe și boabe de plante sălbatice, buruieni și plante cultivate (cânepă, margarete, ștevie, troscot, păpădie, susai, scânteiuță, ciulin, muștar sălbatic, măcriș, traista-ciobanului, răcuină, mătasea miresei, cruciuliță, păducel, mesteacăn etc), boabe de grâu, dude și mure.
Denumirea româna a păsării (cânepar) și științifică (cannabina) provine de la apetitul său pentru cânepă. În ultimii ani, cu diminuarea buruienilor din terenurile cultivate, câneparul și-a îndreptat preferințele către boabele de căpșuni. Considerat ca dăunător în zonele cu culturi de căpșuni, câneparul reușește să se strecoare sub materialul plastic care acoperă plantele.
Printre insectele cu care se hrănește cel mai frecvent se numără omizile, gândacii (mai ales crisomelide), gărgărițele, muștele. Puii sunt hrăniți cu insecte și semințe descojite.
În timpul verii, câneparul se cocoțează pe ierburi sau tufișuri joase pentru a se hrăni și se agăța în mod acrobatic de tulpinile flexibile. Toamna, se hrănește mai ales la sol, pe care la sfârșitul verii au căzut semințe și boabe.